# جایزه امی ساعات پربیننده برای بهترین بازیگر نقش اول مرد در مجموعه تلویزیونی کمدی
جایزه امی ساعات پربیننده برای بهترین بازیگر اصلی در مجموعه کمدی جایزه‌ای است که توسط آکادمی علوم و هنرهای تلویزیون به بازیگران نقش اصلی در مجموعه‌های کمدی اهدا می‌شود. این جایزه نخستین بار در هجدهمین دوره جوایز امی ساعات پربیننده معرفی شد.

## مجموع جوایز بر پایه شبکه
| - ان‌بی‌سی – ۲۶ - سی‌بی‌اس – ۱۹ - ای‌بی‌سی – ۱۱ | - اچ‌بی‌او – ۳ - یواس‌ای – ۳ | - آمازون – ۲ - اپل تیوی پلاس — ۱ - اف‌اکس – ۱ - پاپ تیوی - ۱ |